# 토엠
토엠(Toem) 또는 공식 명칭 토엠: 어 포토 어드벤처(TOEM: A Photo Adventure)는 스웨덴의 독립 게임 스튜디오인 섬씽 위 메이드(Something We Made)에서 개발하고 퍼블리싱한 사진 게임이다. 2021년 9월 마이크로소프트 윈도우, 닌텐도 스위치, 플레이스테이션 5용으로 출시되었고 2023년 7월 엑스박스 원, 엑스박스 시리즈 X/S, 엑스박스 게임 패스용으로 출시되었다. 게임은 출시 후 일반적으로 긍정적인 평가를 받았다. 제18회 영국 아카데미 게임상 최우수 데뷔 부문을 수상했다.

## 게임플레이
게임에서 플레이어는 "토엠"이라는 현상을 목격하기 위해 산을 올라야 하는 젊은 사진작가의 조종권을 맡게 된다. 플레이어 캐릭터가 진행됨에 따라 그들은 플레이어에게 도움을 요청할 플레이 불가능한 캐릭터(NPC)로 가득 찬 수많은 스칸디나비아 마을과 도시를 방문하게 된다. 게임 플레이는 주로 플레이어 캐릭터의 카메라를 사용하여 다양한 퍼즐을 풀어 지역 주민들을 돕는 것이다. 플레이어는 하향식 관점에서 게임 세계를 탐색하지만, 플레이어가 사진을 찍을 때는 1인칭 시점으로 전환된다. 플레이어는 NPC를 도와 스탬프를 획득하고, 스탬프를 충분히 모으면 버스를 타고 다음 지역으로 이동할 수 있다. 플레이어 캐릭터의 의상도 맞춤 설정할 수 있다.

## 개발
토엠은 스웨덴 독립 게임 개발 스튜디오 섬씽 위 메이드(Something We Made)의 데뷔 프로젝트이다. 이 프로젝트는 대학생 루카스 굴보와 니클라스 미켈슨이 2018년에 개념화했다. 둘 다 같은 대학에서 공부했으며 비디오 게임 개발 과정에 등록했다. 두 사람은 게임 컨셉 챌린지(Game Concept Challenge)라는 국내 게임 대회에 토엠의 초기 프로토타입을 제출해 우승했다. 이들은 대회에서 50,000 SEK를 받았고, 이 기금을 사용하여 인큐베이션 프로그램에 참여하고 게임 개발에 더 많은 노력을 기울일 자신의 회사를 설립했다. 굴보와 미켈슨이 게임 개발을 담당하는 동안 팀은 게임 오디오를 위해 룸스클랑과, 게임의 오리지널 사운드트랙을 위해 자말 그린 및 런처블 삭스(Launchable Socks)와 협력했다. 독립 게임 퍼블리셔인 Popagenda는 팀이 더 많은 청중에게 다가가기 위해 게임을 마케팅하는 데 도움을 주었다. 이 게임의 예산은 미화 183,000달러였다. 이후 회사는 게임 개발에 부분적으로 자금을 조달한 험블 번들과 계약을 맺었다. 그러나 코로나19 팬데믹과 그것이 통화 변환에 미치는 영향으로 인해 스튜디오는 재정적으로 어려움을 겪었다.
이 게임은 4년의 개발 과정 동안 몇 가지 중요한 디자인 수정을 거쳤다. 원래는 일부 퍼즐 요소가 포함된 모바일 포인트 앤 클릭 어드벤처 게임으로 구상되었지만 팀은 퍼즐을 디자인할 때 많은 어려움을 겪었다. 게임의 초기 버전에는 다리를 회전시켜 경로를 형성하고, 게임 세계의 물체를 활성화하기 위해 전기선을 그리는 것이 포함되었다. 플레이어는 종종 게임을 적절한 퍼즐 게임으로 잘못 분류했으며 이로 인해 팀은 게임을 네 번 재설계하게 되었다. 굴보는 그와 미켈슨 모두 해당 장르의 게임 디자인에 익숙하지 않았고 단지 "탐험할 세계를 만들고 싶었기 때문에" 퍼즐 게임을 개발할 생각이 없었다고 덧붙였다. 팀이 게임의 핵심 게임 플레이 메커니즘에 대한 확실한 비전을 갖고 있지 않았기 때문에 게임 개발자 컨퍼런스 2019 이후 개발이 완전히 중단되었다. 토엠의 핵심 아이디어는 2019년 후반에 나타났다. 이 버전의 게임은 장난기에 중점을 두었고 굴보는 이러한 게임 플레이 개념과 시나리오를 더욱 확고히 하기 위해 팀의 많은 아이디어를 스케치했다. 이 게임은 흑백 손으로 그린 아트 스타일을 특징으로 하며 2D 및 3D 캐릭터와 개체가 혼합되어 있다. 굴보에 따르면 이 아트 스타일은 팝업북에서 영감을 받았다고 한다.
토엠은 원래 2021년 7월 출시 예정이었지만 스위치 버전의 개발 진행 속도가 느려 게임을 연기해야 했다. 이 게임은 2021년 9월 17일 윈도우, 플레이스테이션 5, 닌텐도 스위치용으로 출시되었다.

## 평가
| 평가 |                                      |
| --- | ------------------------------------ |
| 통합 점수 통합사 점수 메타크리틱 (PC) 79/100 [ 1 ] (NS) 79/100 [ 2 ] (PS5) 80/100 [ 3 ] 평론 점수 평론사 점수 어드벤처 게이머즈 [ 4 ] 디스트럭토이드 8/10 [ 5 ] Easy Allies 8/10 [ 6 ] 유로게이머 Essential [ 7 ] 게임스팟 7/10 [ 8 ] IGN 8/10 [ 9 ] Jeuxvideo.com 15/20 [ 10 ] 닌텐도 라이프 [ 11 ] 닌텐도 월드 리포트 7/10 [ 12 ] 푸시 스퀘어 [ 13 ] 섁뉴스 8/10 [ 14 ] |                                      |
| 통합 점수 |                                      |
| 통합사 | 점수                                 |
| 메타크리틱 | (PC) 79/100 (NS) 79/100 (PS5) 80/100 |
| 평론 점수 |                                      |
| 평론사 | 점수                                 |
| 어드벤처 게이머즈 | [ 4 ]                                |
| 디스트럭토이드 | 8/10                                 |
| Easy Allies | 8/10                                 |
| 유로게이머 | Essential                            |
| 게임스팟 | 7/10                                 |
| IGN | 8/10                                 |
| Jeuxvideo.com | 15/20                                |
| 닌텐도 라이프 | [ 11 ]                               |
| 닌텐도 월드 리포트 | 7/10                                 |
| 푸시 스퀘어 | [ 13 ]                               |
| 섁뉴스 | 8/10                                 |